# Adeline Hayden Coffin

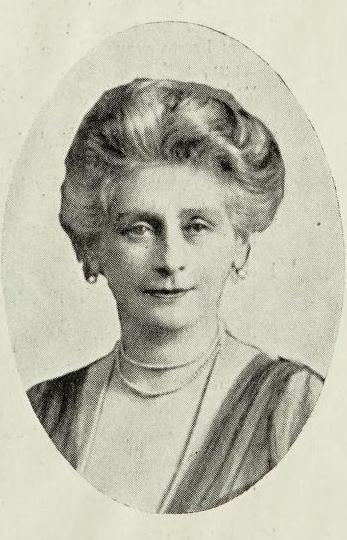

Adeline Hayden Coffin (nasceu em 20 de junho de 1863) foi uma atriz britânica nascida na Alemanha. Seu nome de nascimento era Adeline de Leuw. Foi casada com o compositor Alberto Randegger, de quem ela se divorciou em 1892, em seguida, o ator C. Hayden Coffin.

## Filmografia selecionada
- The Manxman (1917)
- The Sands of Time (1919)
- God's Clay (1919)
- After Many Days (1919)
- The Power of Right (1919)
- The Knave of Hearts (1919)
- The Greater Love (1919)
- The Call of the Road (1920)
- The Holiday Husband (1920)
- The Black Spider (1920)